# Сімона Нецидова
Сімона Нецидова (чеськ. Simona Necidová; нар. 20 січня 1994, Прага, Чехія) — чеська футболістка та тренерка, захисниця «Славії» (Прага) і національної збірної Сербії.

## Клубна кар'єра
У дитинстві Сімона займалася легкою атлетикою, тенісом і гандболом. Футболом розпочала займатися у віці 13 років у «Славії», де пройшла шлях від молодіжної до головної команди. За винятком сезону 2018/19 років, коли Сімона виступала в оренді за «Слован» (Ліберець), протягом усієї кар'єри захищала кольори «Славії». Разом зі столичною командою виграла чотири титули чемпіона Чехії, двічі вигравала національний кубок та виступала в Лізі чемпіонів. 12 листопада 2015 року відзначилася першим голом у Лізі чемпіонів, який став вирішальним у протистоянні 1/8 фіналу з російською «Зіркою-2005».

## Кар'єра в збірній
У 2009–2012 роках виступала за юнацькі та молодіжні збірні Чехії, за які загалом провела 9 матчів і відзначилася одним голом. З 2013 року виступає за національну збірну Чехії, за яку провела 28 матчів і відзначилася 1 голом (єдиний влучний постріл у матчі проти Уельсу).
На літній Універсіаді 2015 року в Кванджу взяла участь у всіх шести зустрічах своєї збірної на турнірі, відзначилася голом у ворота збірної Ірландії.

## Кар'єра тренерки
Закінчила Університет фізичного виховання та спорту, працює тренеркою жіночої команди «Браник».

## Особисте життя
Старший брат, Томаш Нецид, також професійний футболіст, виступає за збірну Чехії.

## Досягнення
«Славія» (Прага)
- Чемпіонат Чехії
  -  Чемпіон (2): 2014/15, 2015/16

- Кубок Чехії
  -  Володар (1): 2015/16
  -  Фіналіст (1): 2014/15